# Corrinea placida
Corrinea placida är en skalbaggsart som beskrevs av Wooldridge 1980. Corrinea placida ingår i släktet Corrinea och familjen lerstrandbaggar. Inga underarter finns listade i Catalogue of Life.